# Kamel Zouaghi
Kamel Zouaghi (arab. ‏كمال الزواغي‎; ur. 3 maja 1971) – tunezyjski trener piłkarski. Od sezonu 2020/2021 trenuje Al-Ahli Manama.

## Kariera trenerska

### 2008–2013
Pierwszą pracą trenera było trenowanie Kawkabu Marrakesz od 3 lipca 2008 roku do 9 lutego 2009. 3 dni później znalazł pracę w OC Safi, lecz 30 czerwca 2009 zakończył pracę w klubie. Jego pierwszą pracą w ojczyźnie było trenowanie AS Kasserine. Pracował tam od 12 sierpnia 2009 do 30 czerwca 2010 roku. Poprowadził wtedy drużynę w 11 meczach. 7 grudnia 2010 roku powrócił do tego samego klubu i pracował tam do 3 czerwca 2011 roku. 18 września 2011 został trenerem EGS Gafsa i trenował ten klub do 12 grudnia 2011 roku. Poprowadził wtedy zespół w 2 meczach. 18 stycznia roku 2012 podpisał kontrakt z ES Beni Khalled i trenował ten klub do 6 maja 2012 roku. Poprowadził drużynę w 7 meczach. Tydzień później (13 maja) został trenerem Olympique Beja. 6 sierpnia 2012 zakończył pracę w klubie. Poprowadził zespół w 6 meczach. 7 października 2012 roku podpisał kontrakt z ES Zarzis, do 9 grudnia 2012 roku (kiedy zakończył pracę) poprowadził zespół w 4 meczach. Dzień później powrócił do Olimpiku Beja i do 7 marca 2013 roku poprowadził zespół w 6 meczach.

### Od 2014
W 2014 roku pierwszą pracą Kamela Zouaghiego było trenowanie ES Hammam Sousse od 20 stycznia do 30 czerwca 2014 roku. 16 grudnia 2014 roku powrócił do Maroka, zostając trenerem Chabab Atlas Khénifra. Do 31 maja 2015 roku poprowadził drużynę w 18 meczach. Następną pracą w Maroku było trenowanie Chabab Rif Al Hoceima od 1 czerwca 2015 roku do 28 grudnia 2015 roku. Poprowadził drużynę w 13 meczach. 8 stycznia 2016 roku powrócił do ojczyzny i po raz trzeci w karierze trenował AS Kasserine. Do 11 marca 2016 roku poprowadził zespół w 4 meczach. 28 września 2016 roku został trenerem CS Hammam-Lif. Do 22 maja 2017 roku poprowadził zespół w 28 meczach. 26 grudnia 2017 roku powrócił do Maroka i ponownie został trenerem Chabab Atlas Khénifra. Do 2 czerwca 2018 poprowadził drużynę w 16 meczach. 24 września 2018 roku został asystentem trenera w Ittihadzie Tanger i do 30 czerwca 2019 roku poprowadził drużynę w 29 meczach. 9 lipca 2019 roku został trenerem klubu z Arabii Saudyjskiej – Al-Ansar FC. Pracę zakończył 19 lipca 2019 roku. 18 lutego 2020 roku został trenerem Al-Ahli Manama.